# Resolució 865 del Consell de Seguretat de les Nacions Unides
La Resolució 865 del Consell de Seguretat de les Nacions Unides fou adoptada per unanimitat el 22 de setembre de 1993. Després de reafirmar les resolucions 733 (1992), 746 (1992), 751 (1992) 767 (1992), 775 (1992), 794 (1992), 814 (1993) i 837 (1993), el Consell va abordar el procés de reconciliació nacional i la solució política a Somàlia, durant la guerra civil.
El Consell ha posat èmfasi en la importància de continuar el procés de pau iniciat per l'acord d'Addis Abeba, donant la benvinguda als esforços de l'Organització de la Unitat Africana (OUA), Lliga Àrab i l'Organització de la Conferència Islàmica. La comunitat internacional ajudaria al país a aconseguir la pau, però en última instància, era el poble somali el responsable de la reconciliació i la reconstrucció del seu país. Mentrestant, es va donar la benvinguda a la millora de la situació amb l'Operació de les Nacions Unides a Somàlia II (UNOSOM II), en particular amb l'erradicació de la fam, l'establiment d'un gran nombre de consells de districte, l'obertura d'escoles i reprendre la vida normal de la majoria dels somalins. Al mateix temps, el Consell va reconèixer la necessitat de continuar els esforços per aconseguir la reconciliació i establir la democràcia, i en aquest sentit es va instar a totes les parts a mostrar la seva voluntat política per aconseguir l'esmentat.
La preocupació va ser expressada en informes de violència a la capital Mogadiscio, violència contra l'UNOSOM II i la manca de policia i institucions legals del país. El Consell va reiterar la seva petició al Secretari General Boutros Boutros-Ghali per ajudar al restabliment de la policia somalí i la restauració de la pau, l'estabilitat i l'ordre.
Es va lloar la millora de les condicions i el començament de la reconstrucció del país, mentre que els atacs contra la UNOSOM II van ser condemnats i es va declarar que els autors serien responsables individualment. El Consell va afirmar la importància que va concedir a la missió de la UNOSOM II, inclosa la facilitació de l'ajuda humanitària, la restauració de la llei i l'ordre i la reconciliació nacional en una Somàlia lliure, democràtica i sobirana perquè pugui completar la missió abans de març 1995. Es va demanar al secretari general que elaborés un pla detallat sobre l'estratègia futura de la missió i redoblarà els seus esforços per aconseguir la reconciliació en tots els nivells. Es va convidar als Estats membres a ajudar mitjançant el personal de les posicions de la UNOSOM II.
El Consell de Seguretat està d'acord amb les recomanacions del secretari general sobre el restabliment del sistema legal i penal, instant a mesures immediates per aplicar-les. En aquest sentit, es va donar la benvinguda a la decisió del secretari general de convocar una reunió dels Estats membres interessats en ajudar en aquest procés. Finalment, també es va demanar al Secretari General que vetlli perquè la policia somalí i les institucions jurídiques continuïn fins a desembre, quan es disposi de més recursos financers dels estats membres.